# Panathenäische Preisamphore (Berlin F 1832)

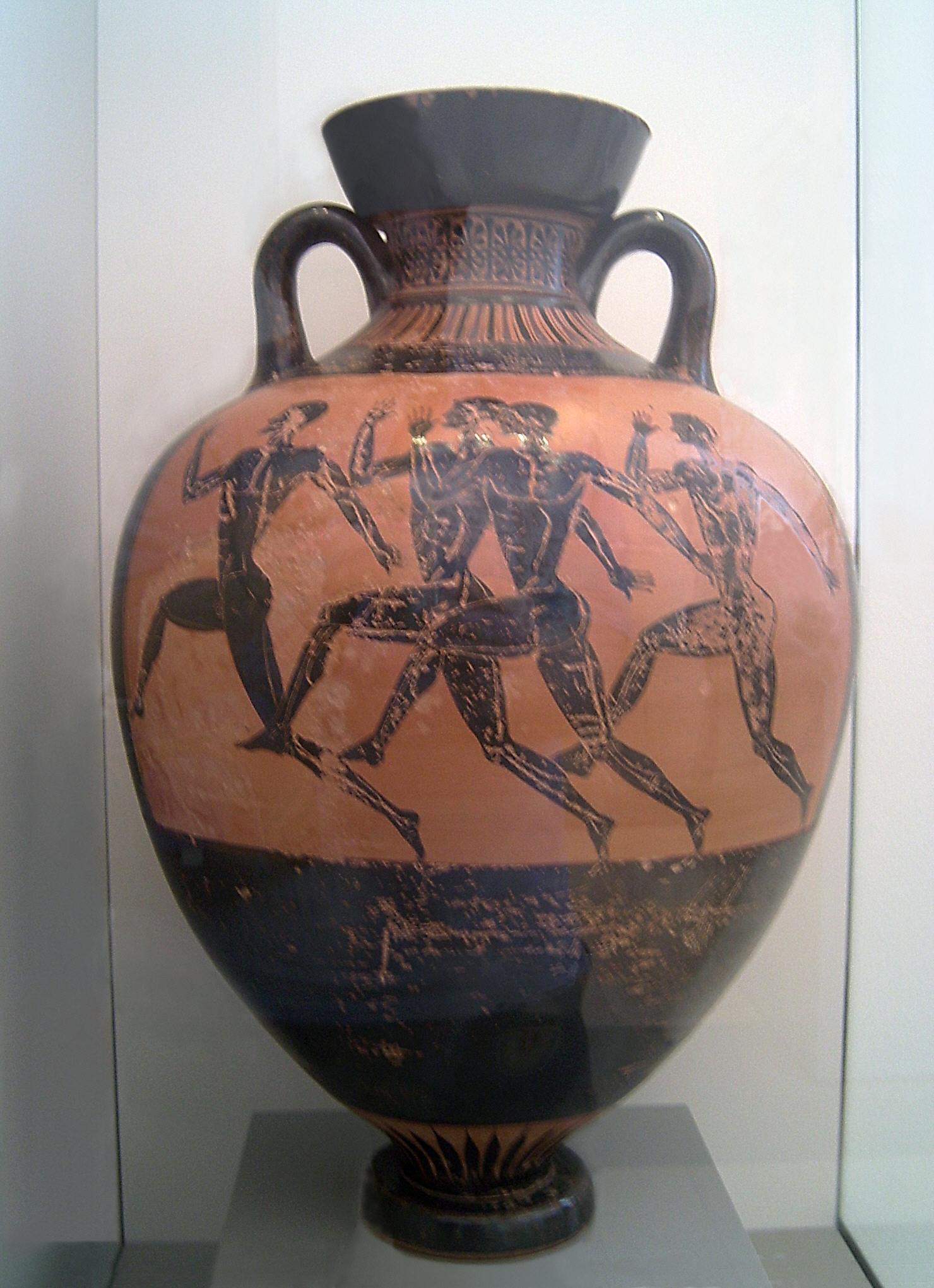

Die Panathenäische Preisamphore in der Antikensammlung Berlin mit der Inventarnummer F 1832 wird in die Jahre 480–470 v. Chr. datiert. Die 63 cm hohe Amphore wurde in Nola ausgegraben. Sie wird dem Berliner Maler zugeschrieben.
Das Stabornament am Vasenhals ist ganz schwarz.
Auf der Vorderseite ist sie mit der Abbildung Athenas dekoriert. Sie trägt einen archaisierenden Chiton ohne Falten, mit einfachem, nach unten gebogenem Saum. Durch horizontale rote Striche ist er in Streifen geteilt, die mit gravierten Kreuzchen, Kreisen und Sternen gefüllt sind. In Kniehöhe ist eine Borte mit Haken, Kreuzen und Mäandern gemalt. Die Ägis ist rot gemalt und sichelförmig. Die Haut der Athene ist weiß aufgemalt, genau wie die Haare des roten Gorgoneion auf dem Schild. 
Auf der Rückseite ist eine in neuer Zeit restaurierte Szene aus dem Stadionlauf, in der vier Läufer nach links rennen. Die Konturen sind in neuer Zeit nachgemalt, während nur die Beine des vordersten Läufers im ursprünglichen Zustand sind. Er ist bärtig mit kurzen Haaren und nackt und steht mit dem einen Fuß auf den Zehenspitzen, während er mit dem anderen weit aufspringt. Der vorderste und der hinterste heben das rechte, die übrigen das linke Bein. Alle heben die rechte Hand. 